# Dolopichthys
Dolopichthys är ett släkte av fiskar. Dolopichthys ingår i familjen Oneirodidae.
Kladogram enligt Catalogue of Life:
| Dolopichthys | \| \| Dolopichthys allector \| \| \| \| \| \| Dolopichthys danae \| \| \| \| \| \| Dolopichthys dinema \| \| \| \| \| \| Dolopichthys jubatus \| \| \| \| \| \| Dolopichthys karsteni \| \| \| \| \| \| Dolopichthys longicornis \| \| \| \| \| \| Dolopichthys pullatus \| \| \| \| |
|              | \| \| Dolopichthys allector \| \| \| \| \| \| Dolopichthys danae \| \| \| \| \| \| Dolopichthys dinema \| \| \| \| \| \| Dolopichthys jubatus \| \| \| \| \| \| Dolopichthys karsteni \| \| \| \| \| \| Dolopichthys longicornis \| \| \| \| \| \| Dolopichthys pullatus \| \| \| \| |
|              | Bertella |
|              | |
|              | Chaenophryne |
|              | |
|              | Chirophryne |
|              | |
|              | Ctenochirichthys |
|              | |
|              | Danaphryne |
|              | |
|              | Dermatias |
|              | |
|              | Leptacanthichthys |
|              | |
|              | Lophodolos |
|              | |
|              | Microlophichthys |
|              | |
|              | Oneirodes |
|              | |
|              | Pentherichthys |
|              | |
|              | Phyllorhinichthys |
|              | |
|              | Puck |
|              | |
|              | Spiniphryne |
|              | |
|              | Tyrannophryne |
|              | |
|              | Dolopichthys allector |
|              | |
|              | Dolopichthys danae |
|              | |
|              | Dolopichthys dinema |
|              | |
|              | Dolopichthys jubatus |
|              | |
|              | Dolopichthys karsteni |
|              | |
|              | Dolopichthys longicornis |
|              | |
|              | Dolopichthys pullatus |
|              | |

|  | Dolopichthys allector    |
|  |                          |
|  | Dolopichthys danae       |
|  |                          |
|  | Dolopichthys dinema      |
|  |                          |
|  | Dolopichthys jubatus     |
|  |                          |
|  | Dolopichthys karsteni    |
|  |                          |
|  | Dolopichthys longicornis |
|  |                          |
|  | Dolopichthys pullatus    |
|  |                          |